# Robert Charpentier
Robert Charpentier (Maule, 4 aprile 1916 – Issy-les-Moulineaux, 29 ottobre 1966) è stato un ciclista su strada francese.

## Palmarès
- Giochi olimpici

Berlino 1936: oro nella corsa in linea, oro nella corsa a squadre, oro nell'inseguimento a squadre.
- Mondiali

Florette 1935: argento nella gara in linea categoria dilettanti.